# Dom Technika w Łodzi
Dom Technika (NOT) – siedziba Oddziału Wojewódzkiej Naczelnej Organizacji Technicznej w Łodzi, położona przy placu Komuny Paryskiej 5a w Łodzi, wzniesiona w latach 1963–1966. 
Budynek został zaprojektowany w stylu modernistycznym przez Józefa Kabana i Witolda Korskiego, wnętrza zaś zaprojektował Tadeusz Czekański.

## Historia
Poprzednia siedziba NOT mieściła się przy ul. Piotrkowskiej 102 w Łodzi. W 1950 r. zarząd oddziału Wojewódzkiej Naczelnej Organizacji Technicznej wyraził potrzebę powstania Domu Technika w Łodzi. Do realizacji dążył prezes NOT – Jerzy Jabłkiewicz. W 1961 r. podjęto decyzję o inwestycji, która została zaplanowana w planie gospodarczym na lata 1961–1965. 20 lipca 1963 rozpoczęto inwestycję, której generalnym wykonawcą było Przedsiębiorstwo Budownictwa Przemysłowego. 20 lipca 1966 roku nastąpiło uroczyste otwarcie obiektu, które zainaugurowali: Bolesław Rumiński i Eugeniusz Szyr. Obiekt nadal służy Naczelnej Organizacji Technicznej w Łodzi.